# L'Avedoga d'Adons
L'Avedoga d'Adons és una muntanya de 1.839,4 metres d'altitud que es troba a la Serra de Sant Gervàs, al límit dels municipis de Tremp, a la comarca catalana del Pallars Jussà i el Pont de Suert, de l'Alta Ribagorça. De tota manera, la part del municipi de Tremp que arriba en aquest cim formava part del terme municipal d'Espluga de Serra, que pertanyia també a la comarca de l'Alta Ribagorça.
L'Avedoga d'Adons és el vèrtex geodèsic 257081001, i, després de la Pala del Teller, és el segon cim més alt de la Serra de Sant Gervàs. Es troba a la part central-oriental de la carena.
Aquest cim està inclòs al llistat dels 100 cims de la FEEC.